# Руст (Бургенланд)
Руст (нем. Rust) — город земельного подчинения в Австрии, в федеральной земле Бургенланд. Расположен на западном берегу озера Нойзидлер-Зе (неподалёку от границы с Венгрией) и со Средних веков служит центром местного виноделия. Наиболее высоко котируются сладкие ботритизированные вина позднего сбора марки Ruster Ausbruch, хотя винодельни Руста выпускают и иные предикатные вина, а также ледяное вино.
Во избежание подделок ещё в 1524 году пробки, которыми запечатывались бочки местного вина, было разрешено помечать буквой R. Бочки с вином регулярно поставлялись ко двору Габсбургов, которые в 1681 году даровали поселению права вольного города венгерской короны. На землях венгерской короны вина Руста соперничали по значению только с винами Токая.

## Население
| Год  | Численность |
| ---- | ----------- |
| 1869 | 1324        |
| 1889 | 1403        |
| 1890 | 1548        |
| 1900 | 1609        |
| 1910 | 1535        |
| 1923 | 1361        |
| 1934 | 1432        |
| 1939 | 1542        |
| 1951 | 1596        |
| 1961 | 1690        |
| 1971 | 1711        |
| 1981 | 1693        |
| 1991 | 1696        |
| 2001 | 1714        |
| 2011 | 1896        |
| 2021 | 2000        |